# تجارة الجليد

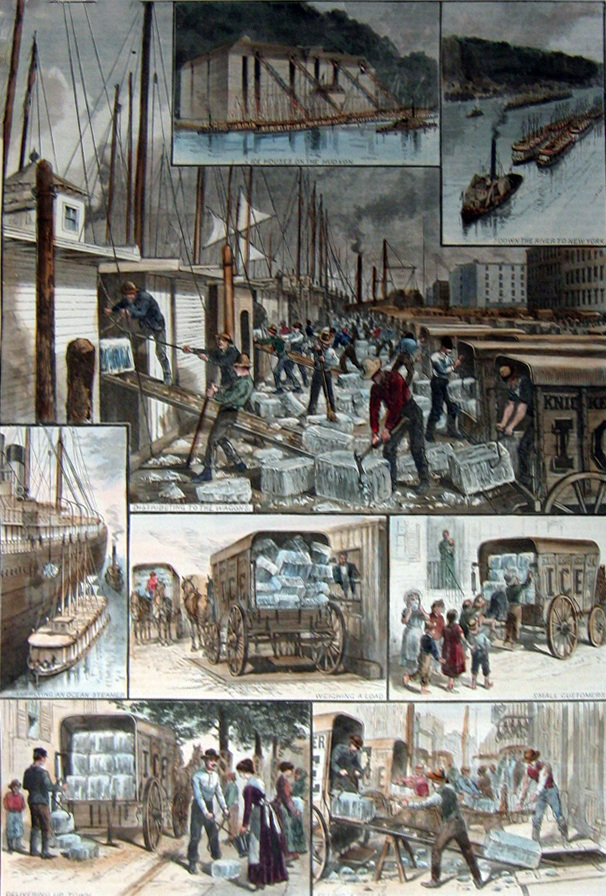
تجارة الجليد حول مدينة نيويورك؛ من الأعلى: منازل جليدية على نهر هدسون؛ سحب صنادل الجليد إلى نيويورك؛ تفريغ الصنادل؛ باخرة المحيط التي يجري توريدها؛ وزن الجليد؛ بيع الثلج للعملاء الصغار؛ "أبتاون تريد" للعملاء الأكثر ثراء؛ ملء قبو جليدي؛ بقلم إف راي، هاربر ويكلي، 30 أغسطس 1884

كانت تجارة الجليد، المعروفة أيضًا باسم تجارة المياه المجمدة، صناعة تعود إلى القرن التاسع عشر وأوائل القرن العشرين، وتتركز على الساحل الشرقي للولايات المتحدة والنرويج، وتتضمن حصاد ونقل وبيع الجليد الطَبَعِي على نطاق واسع. ولاحقًا صناعة وبيع الثلج الاصطناعي للاستهلاك المنزلي والأغراض التجارية. يُقطَع الجليد من سطح البرك والجداول، ثم يُخزَن في منازل جليدية، قبل إرساله عن طريق السفن أو البارجة أو السكك الحديدية إلى وجهته النهائية حول العالم. استُخدِمت شبكات عربات الجليد عادةً لتوزيع المنتج على التجار المحليين والعملاء التجاريين الأصغر. أحدثت تجارة الجليد ثورة في صناعات اللحوم والخضروات والفواكه في الولايات المتحدة، ومَكّنت من تحقيق نمو كبير في الصناعة السمكية، وشجعت على إدخال مجموعة من المشروبات والأطعمة الجديدة.
بدأ رجل الأعمال فريدريك تودور التجارة في نيو إنجلاند عام 1806. شحن تودور الجليد إلى جزيرة مارتينيك الكاريبية، على أمل بيعه لأثرياء النخبة الأوروبية هناك، باستخدام منزل جليد بناه خصيصًا لهذا الغرض. على مدى السنوات التالية، توسعت التجارة إلى كوبا وجنوب الولايات المتحدة، فقد انضم تجار آخرون إلى تودور في حصاد وشحن الجليد من نيو إنجلاند. خلال ثلاثينيات وأربعينيات القرن التاسع عشر، توسعت تجارة الجليد أكثر، إذ وصلت الشحنات إلى إنجلترا والهند وأمريكا الجنوبية والصين وأستراليا. جمع تودور ثروة من التجارة في الهند، في حين اشتهرت الأسماء التجارية مثل وينام آيس (Wenham Ice) في لندن.
ومع ذلك، بدأت تجارة الجليد تركز بازدياد على إمداد المدن النامية على الساحل الشرقي للولايات المتحدة واحتياجات الشركات عبر الغرب الأوسط. أصبح مواطنو مدينة نيويورك وفيلادلفيا مستهلكين هائلين للجليد في فصول الصيف الطويلة والحارة، وحُصِد جليد إضافي من نهر هدسون ومين لتلبية الطلب. بدأ قطاع السكك الحديدية باستخدام الثلج في سيارات التبريد، ما سمح لصناعة تعبئة اللحوم حول شيكاغو وسينسيناتي بذبح الماشية محليًا، قبل إرسال اللحوم الجاهزة إلى الأسواق المحلية في الولايات المتحدة أو الأسواق الدولية. خلقت سيارات وسفن الثلاجة المبردة صناعة وطنية للخضروات والفاكهة التي كان من الممكن في السابق استهلاكها محليًا فقط. بدأ الصيادون الأمريكيون والبريطانيون في الحفاظ على صيدهم في الجليد، ما سمح لهم برحلات أطول وصيد أكثر، وبدأت صناعة الخمور تعمل طوال العام. مع تقلص صادرات الولايات المتحدة من الجليد بعد عام 1870، أصبحت النرويج لاعبًا رائدًا في السوق الدولية، إذ شحنت كميات كبيرة من الجليد إلى إنجلترا وألمانيا.
وَظَّفَت تجارة الجليد في الولايات المتحدة في ذروتها في نهاية القرن التاسع عشر، ما يقدر بـ 90 ألف شخص في الصناعة برأسمال 28 مليون دولار (660 مليون دولار في شروط 2010)، باستخدام بيوت الجليد القادرة على تخزين ما يصل إلى 250 ألف طن (220 مليون كجم)؛ صدَّرت النرويج مليون طن (910 مليون كجم) من الجليد سنويًا، بالاعتماد على شبكة من البحيرات الاصطناعية. ومع ذلك، كانت المنافسة تنمو ببطء في هيئة جليد مُنتج صناعيًا ومرافق مبردة ميكانيكيًا. بدأ جليد الاصطناعي في التنافس بنجاح مع الجليد الطَبَعِي في أستراليا والهند في خمسينيات وسبعينيات القرن التاسع عشر على التعاقب، وكان غير معتمد عليه وباهظ الثمن في البداية، حتى اندلاع الحرب العالمية الأولى في عام 1914، كان يُنتَج جليد اصطناعي في الولايات المتحدة كل عام أكثر من حصاد الجليد الطَبَعِي. مع أن الزيادة المؤقتة في الإنتاج في الولايات المتحدة أثناء الحرب، شهدت سنوات ما بين الحربين الانهيار التام لتجارة الجليد حول العالم. اليوم، يُحصَد الجليد أحيانًا من أجل نحت الجليد ومهرجانات الجليد، ولكن بقي القليل من الشبكة الصناعية التي تعود إلى القرن التاسع عشر من منازل الجليد ومرافق النقل. ما يزال أحد المخيمات في ولاية نيوهامبشير يَحصد الجليد للحفاظ على برودة الكبائن في فصل الصيف.